# Ignacy Sachs

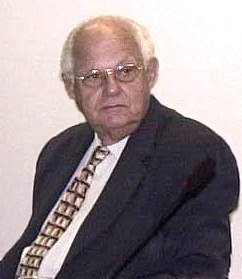
Ignacy Sachs en Brasilia
(diciembre de 2004).

Ignacy Sachs (Varsovia, 17 de diciembre de 1927-París, 2 de agosto de 2023) fue un economista polaco, naturalizado francés. También se dice de él que es un "ecosocioeconomista", debido a sus ideas acerca del  desarrollo como una combinación de crecimiento económico, aumento igualitario de la bienestar social y preservación ambiental. El término ecosocioeconomía lo acuñó Karl William Kapp, economista de origen alemán y uno de los dos inspiradores de la denominada ecología política de la década de 1970.

## Trayectoria

### Obras publicadas en Brasil y sobre Brasil
- Capitalismo de Estado e Subdesenvolvimento: Padrões de setor público em economias subdesenvolvidas. Petrópolis : Vozes. 1969.
- Ecodesenvolvimento : crescer sem destruir. Trad. de E. Araujo. - São Paulo: Vértice, 1981.
- Espaços, tempos e estratégias do desenvolvimento. São Paulo: Vértice. 1986.
- Histoire. culture et styles de développement : Brésil et Inde -esquisse de comparaison sous la dir. de C. Comeliau et I. Sachs. L'Harmattan, UNESCO/CETRAL, Paris.
- Extractivismo na Amazônia brasileira: perspectivas sobre o desenvolvimento regional. Ed. por M. Cllisener-Godt e Ignacy Sachs. -Paris: UNESCO, 1994; -96 p. (Compêndio MAB ; 18)
- Estratégias de transição para o século XXI: desenvolvimento e meio ambiente. Prefácio: M. F. Strong ; trad. Magda Lopes. São Paulo: Studio Nobel : Fundação do desenvolvimento administrativo (FUNDAP), 1993.
- Brazilian Perspectives on Sustainable Development of the Amazon Region. ed. by M. Clüsener-Godt and I. Sachs. UNESCO/The Parthenon Publishing Group, Paris-New York, 1995.
- Rumo à Ecossocioeconomia - teoria e prática do desenvolvimento. São Paulo: Cortez Editora, 2007.

## Obras sobre Ignacy Sachs
- Desenvolvimento e Meio Ambiente no Brasil - A contribuição de Ignacy Sachs. Organizacão de Paulo Freire Vieira. Mauricio Andres Ribeiro. Roberto Messias Franco, Renato Caporali Cordeiro. Editora Palotti/APED. Florianópolis. 1998.
- Pour aborder le XXIème siècle avec le développement durable, textes édités par Solange Passaris et Krystyna Vinaver. Economies et Sociétés - Cahiers de l'ISMEA, tome xxxn. n.° 1/1998. Serie "Développement, croissance et progrès", Presses Universitaires de Grenoble, Grenoble.